# Správa služeb hlavního města Prahy

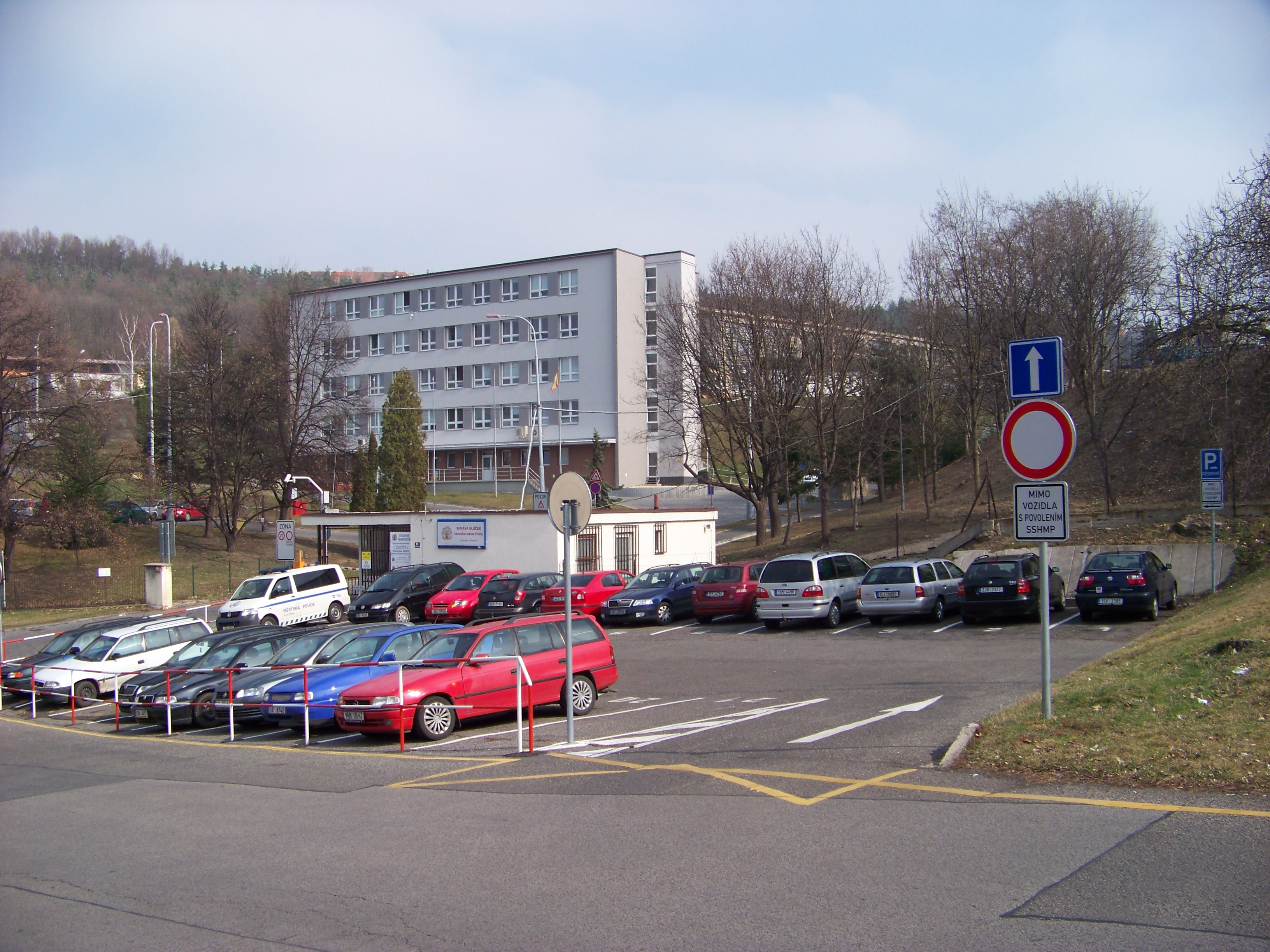
Ústřední areál SSHMP v Libni na Kundratce

Správa služeb hlavního města Prahy (SSHMP) je příspěvková organizace hlavního města Prahy, zřízená původně roku 2000 pod názvem Správa služeb Městské policie hlavního města Prahy jako servisní organizace Městské policie hlavního města Prahy. Původně se především starala o služebny, výstroj, výzbroj, dopravní prostředky, ubytování a další potřeby městské policie, sídlila v Korunní ulici na Vinohradech na stejné adrese a měla i stejného ředitele jako městská policie. V roce 2009 byla personálně a ekonomicky oddělena a přesídlila na adresu Kundratka 1951/19 v Libni a dostala řadu nových úkolů. Jádro její činnosti nyní spočívá ve správě objektů a v odtahování vozidel a správě odstavných parkovišť na území hlavního města. Dále zajišťuje dohled nad městskými objekty (od roku 2000 provozuje poplachový monitorovací systém, na který v lednu 2008 bylo napojeno na 440 objektů) a poskytuje telekomunikační služby prostřednictvím městského rádiového systému standardu TETRA. Rovněž má ve správě protipovodňové prostředky a objekty související s kolektivní ochranou obyvatelstva, v několika víceúčelových krytech civilní ochrany pronajímá garážová stání. Ve správě má též Výcvikové a vzdělávací zařízení Žihle, které slouží nejen vzdělávání městské policie, ale též školám v přírodě a dětské i rodinné rekreaci.
Organizace nerozhoduje o právech a povinnostech subjektů, nevykonává vrchnostenskou správu a není správním orgánem, zastupuje však hlavní město Prahu například tehdy, když jejím jménem vylepuje a rozesílá výzvu k odstranění vraku z pozemní komunikace. Registr ekonomických subjektů organizaci řadí do kategorie 250–499 zaměstnanců.

## Historie
SSHMP uvádí na svém webu, že vznikla 1. ledna roku 2000. Ústřední věstník České republiky v oznámeních hlavního města Prahy z roku 2009 uvádí, že organizace byla zřízena od 12. prosince 2000 na dobu neurčitou. Registr ekonomických subjektů uvádí vznik 1. ledna 2001, do Živnostenského rejstříku byla organizace zapsána 8. 7. 2002, v Obchodním rejstříku není uvedena.
K 1. lednu 2009 byla Správa služeb Městské policie hlavního města Prahy sloučena s příspěvkovou organizací Škola v přírodě a školní jídelna, Žihle, Nový Dvůr – Poustky 23.
K 1. březnu 2009 byla Správa služeb Městské policie hlavního města Prahy sloučena s příspěvkovou organizací SEZAM se sídlem Praha 8, Rajmonova 1199. K témuž dni byla přejmenována na název Správa služeb hlavního města Prahy (zkratka SSHMP) a zároveň došlo ke změně účelu a hlavní činnosti organizace:
- zabezpečení materiálně technického zázemí pro činnost hlavního města Prahy,
- zajišťování objektů svěřených hlavním městem Prahou do vymezeného nemovitého majetku organizace a dále technicko-hospodářská správa objektů, ve kterých jsou dislokovány útvary městské policie, včetně školícího a rekreačního střediska Labská,
- vedení agendy pojištění, nájemného a ostatních úhrad, souvisejících s uzavíráním kupních, nájemních, pojistných a jiných smluv a provádění úhrad, souvisejících s těmito právními akty,
- provádění dohledu nad objekty ve vlastnictví hlavního města Prahy,
- podepisování nájemních smluv,
- pro Krizový štáb hlavního města Prahy a jeho odborné skupiny zajišťování materiálně-technického zabezpečení v oblasti provozu automobilní techniky a vystrojování,
- zajišťování přemisťování nalezených a opuštěných vozidel MHMP včetně jeho hlídání,
- výkon oprávnění hlavního města Prahy spočívající v odstranění silničních vozidel a jejich vraků z místních komunikací včetně jejich hlídání,
- správa majetku ve vlastnictví hlavního města Prahy,
- provádění údržby a technického servisu objektů, staveb a inženýrských sítí a komunikací,
- správa majetku ve vlastnictví hlavního města Prahy určeného k zajištění ochrany obyvatelstva hlavního města Prahy a provádění technického servisu včetně údržby objektů, zajišťování správy, technického servisu a údržby úkrytů civilní ochrany,
- zajišťování správy, technického servisu a údržby skladů materiálů,
- zajišťování správy, technického servisu, skladování, provádění údržby a vývozu prostředků a zařízení k zabezpečení protipovodňových opatření, * zajišťování správy, technického servisu, skladování, provádění údržby a vývozu prostředků pro humanitární účely.

V dubnu 2017 SSHMP předala Lesům hlavního města Prahy bezúplatně devět osobních automobilů, starých v průměru 8 let, pro které neměla adekvátní využití, čímž Lesy HMP omladily svůj vozový park.

## Odtah vozidel
Od roku 2012 měla SSHMP na odtah vozidel pětiletou smlouvu se společností Autoklub Bohemia Assistance a.s., která zajišťovala tu část odtahů, kterou SSHMP neprovedla vlastními silami. V roce 2014 provedla SSHMP sama 38 % odtahů, v roce 2015 už 43 % a v roce 2016 to bylo 52 %, začátkem roku 2017 měla 17 vlastních odtahových vozidel. Mluvčí magistrátu začátkem roku 2017 uvedl, že do budoucna chce, aby SSHMP postupně přebrala celou agendu vlastními prostředky a externí firma má pak sloužit jen jako záloha. V prosinci 2016 bylo vyhlášeno a v květnu 2017 uzavřeno výběrové řízení pro další období. Na jeho základě byla tato činnost opět svěřena (jako jedinému účastníkovi výběrového řízení) společnosti Autoklub Bohemia Assistance a.s., jejímž jediným akcionářem je ÚAMK a.s., jejímž vlastníkem je JUDr. Oldřich Vaníček.
SSHMP zajišťuje jak odtah vozidel ze zón s vyhrazeným parkováním, tak odtahování vozidel, které tvoří překážku provozu, popřípadě odtahovaných z důvodu havárie, veřejného zájmu atd. Specifickou agendou je odtahování vozidel bez platné technické prohlídky a vraků podle zákona. Z důvodu novely zákona o pozemních komunikacích z roku 2016, která označuje za vrak pouze vůz zjevně technicky nezpůsobilý, kterému podstatné části konstrukce (část motoru, pohonu, karoserie, pérování nebo kol) chybí, nebo je má rozbité, takže v praxi naprostou většinu zjevně opuštěných a nepojízdných vozů není možné legálně odtáhnout. V roce 2017 obdržela SSHMP celkem 2342 podnětů na možný výskyt vraků, ale na základě rozhodnutí příslušných silničních správních úřadů bylo v roce 2017 odstraněno z komunikace a předáno k ekologické likvidaci jen 46 vraků.

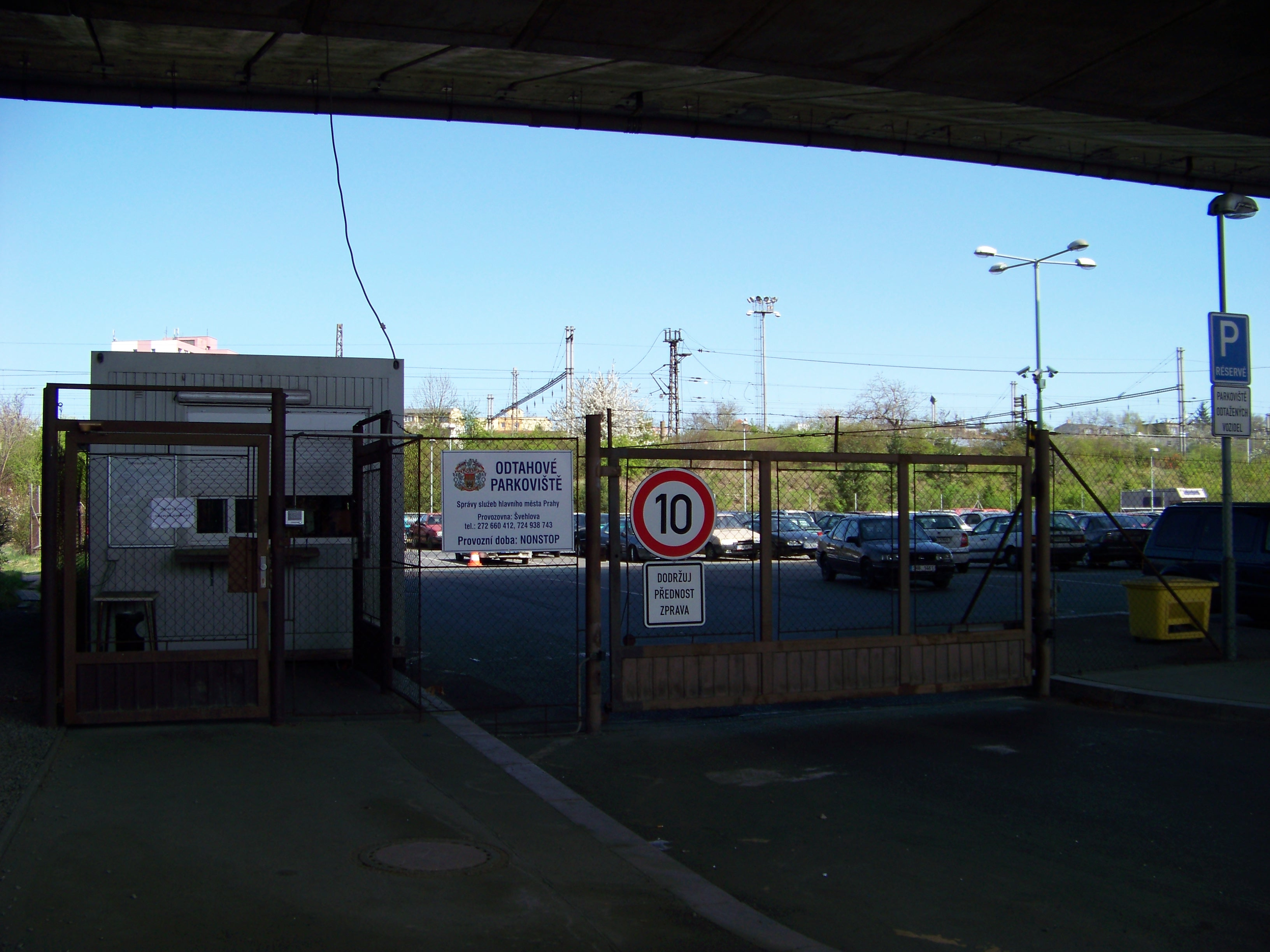
Odtahové parkoviště Švehlova v dubnu 2011

SSHMP má ve správě (dle údajů z počátku září 2018) tato odtahová parkoviště:
- Odtahové parkoviště Těšnov, Praha 1, nábřeží Ludvíka Svobody, severně u budovy ministerstva zemědělství, nonstop provoz
- Odtahové parkoviště Lublaňská, Praha 2, u severního předmostí Nuselského mostu, nonstop provoz
- Odtahové parkoviště Jinonice, Praha 5, u Radlické ulice jižně od areálu TJ Sokol Jinonice, nonstop provoz
- Odtahové parkoviště Kundratka, Praha 8, v Libni v areálu, kde organizace má své sídlo, nonstop provoz
- Odtahové parkoviště Chodov, Praha 4, u Košíkovských nádrží, nonstop provoz
- Odtahové parkoviště Dubeč, Praha 10, v areálu u ulice Ke křížkám, pouze v pracovní dny 8–15 hodin (v jiném dokumentu uváděno jen jako odstavné parkoviště, nikoliv odtahové)[12])

V březnu 2016 SSHMP neuváděla mezi odstavnými parkovišti OP Dubeč a navíc uváděla též parkoviště:
- Odtahové parkoviště Švehlova, Praha 10, pod mostem Jižní spojky (v říjnu 2017 změněno na parkoviště P+R)
- Odtahové parkoviště Kotlářka, Praha 5, v Košířích za ulicí Nepomuckou (v říjnu 2017 změněno na parkoviště P+R)
- Odtahové parkoviště Písnice, Praha 4, ul. Libušská (v říjnu 2017 změněno na parkoviště P+R)
- Odtahové parkoviště Holešovice, Praha 7, ul. Varhulíkové

Podle článku z ledna 2017 má SSHMP 9 odtahových parkovišť a jedno odstavné.
Dosavadní odtahová parkoviště Kotlářka, Švehlova a Písnice předala v říjnu 2017 Technické správě komunikací hl. m. Prahy a.s. Správa služeb hlavního města Prahy na základě výpůjční smlouvy ke zřízení nehlídaných parkovišť P+R. V souvislosti s rozšiřováním zón placeného stání v hl. m. Praze se snížil celkový počet odtahů, čímž se uvolnily kapacity odtahových parkovišť a SSHMP jich část nabídla městu k využití. Tato tři parkoviště P+R patří ovšem mezi neúspěšná a nevyužitá.

## Ochrana obyvatelstva

### Protipovodňová ochrana
SSHMP zajišťuje uskladnění a údržbu mobilních prvků protipovodňové ochrany hlavního města Prahy a v případě vyhlášení krizové situace zajišťuje jejich vývoz na dané úseky, na jejich výstavbě se pak podílí především odborným dohledem. Pro potřeby krizových situací disponuje též 22 mobilními osvětlovacími soupravami různého výkonu. Má k dispozici též náhradní zdroje elektrické energie pro čerpací stanici na uzávěru Rokytky a soustavu čerpacích stanic pro protipovodňovou ochranu průmyslového koridoru KOMOKO. Materiál je skladován v centrálním skladu v areálu SSHMP Dubeč (105 kontejnerů) a v areálu Policie ČR Zbraslav (26 kontejnerů), v areálu v Dubči je též polygon pro nácvik sestavování mobilních prvků protipovodňové ochrany.

### Úkryty civilní ochrany
SSHMP zajišťuje provoz a údržbu 192 úkrytů civilní ochrany, z toho většina se nachází pod bytovými domy, asi desetina mimo zástavbu. Ve správě má především velkokapacitní kryty až pro 2600 osob, nejmenší ze spravovaných krytů je určen pro 30 osob. V mírové době nabízí v krytech 226 garážových stání. V ÚCO Folimanka pořádala prohlídky pro školy a dny otevřených dveří.

### Sklad humanitárního materiálu
SSHMP provozuje humanitární sklad, kde se soustředí například vysoušeče, stany, deky, lopaty pro mimořádné události. Sklad je určen také ke shromažďování, třídění a rychlé expedici dalšího materiálu. Například v květnu 2016 sklad distribuoval desinfekční prostředky v souvislosti s kauzou kontaminované pitné vody v Praze 6.

## Vedení
Původně byl od 8. července 2002 ředitelem Bc. Vladimír Kotrouš, který byl zároveň ředitelem městské policie.
22. ledna 2008 byl do funkce ředitele Správy služeb Městské policie hl. m. Prahy na základě výběrového řízení vyhlášeného v prosinci 2007 jmenován s účinností od 1. února 2008 na dobu neurčitou Ing. Josef Juránek, dosavadní provozní náměstek ředitele.
V roce 2013 po zásahu Útvaru pro odhalování organizovaného zločinu SKPV nechalo hl. m. Praha v SSHMP provést audit. Ten zjistil, že se v organizaci proplácely stovky milionů korun jen na základě objednávek bez výběrového řízení a k některým zakázkám chybí jakákoliv dokumentace, včetně smluv a jejich dodatků. Například úklidová firma Eco Purus fakturovala v průběhu posledních čtyř let celkem 28 milionů korun, avšak SSHMP nemá doklady o výběrovém řízení a chybí i některé smlouvy. Společnost Fitaz získala několik stavebních zakázek a Správa služeb jí v letech 2009 až 2012 vyplatila téměř sto milionů korun, avšak k šesti milionům chybí jakékoli smlouvy a téměř třicet milionů firma získala za práce, na které se nekonala soutěž. Zhruba 162 milionů inkasovala během čtyř let společnost Besico Services za odtahy aut, přičemž fakturace byla prováděna bez jakéhokoliv právního titulu. Auditoři zkritizovali, že Správa služeb při soutěžích v rozporu se zákonem opakovaně oslovovala stále stejné firmy. V řadě případů byla cena zakázky účelově stanovena těsně pod limitem pro otevřené výběrové řízení a některé zakázky byly kvůli tomu účelově rozděleny. Josef Juránek, ředitel SSHMP z doby vzniku těchto nedostatků, se po policejním zásahu vzdal funkce ředitele, protože mezitím zvítězil ve výběrovém řízení na funkci ředitele odboru bezpečnosti a krizového řízení na magistrátu. Nový ředitel Bohdan Frajt potvrdil, že při svém nástupu zjistil, že celá řada písemností a zadávacích dokumentací chybí, a z otázek vyšetřujícího policejního orgánu usoudil, že bývalý vedoucí ekonomického oddělení podepisoval faktury, které nesplňovaly jakékoli náležitosti. I když v návaznosti na šetření Policie ČR nebyla podána žádná obžaloba, v organizaci byla přijata preventivní opatření, zejm. byla zavedena nová pravidla pro zadávání veřejných zakázek.